# Gentianopsis crinita
Gentiana crinita, o Gentianopsis crinita,  es una especie de planta herbácea bienal perteneciente a la familia de las gentianáceas. 

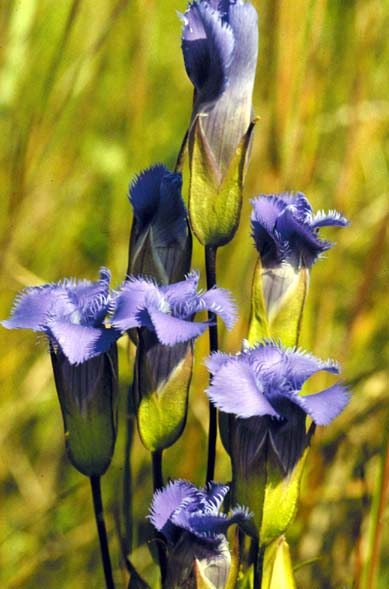
Vista de la planta

## Descripción
Estas flores de genciana se abren en los días soleados , pero por lo general permanecen cerradas en días nublados. Son plantas individuales que viven  sólo uno o dos años .
Florece a finales de septiembre hasta principios de noviembre , con flores de color azul iridiscente que se desarrollan en pedúnculos desnudos de unos 2-10 cm de altura. Cada pétalo de 3,5 a 6 cm de longitud está finamente bordeado . Las partes de la flor periféricas son dos pares de sépalos de color verde , fuertemente alados.

## Distribución
G. crinita se encuentra en Connecticut, Delaware, Georgia, Illinois, Indiana, Iowa, Maine, Maryland, Massachusetts, Míchigan, Minnesota, Montana, Nuevo Hampshire, Nueva Jersey, New York, Carolina del Norte, Dakota del Norte, Ohio, Pennsylvania, Rhode Island, Dakota del Sur, Tennessee, Vermont, Virginia, Virginia Occidental, y Wisconsin.

## Taxonomía
Gentianopsis crinita fue descrita por (Froel.) Ma y publicado en Acta Phytotaxonomica Sinica 1(1): 15. 1951.
Etimología
Gentiana: Según Plinio el Viejo y Dioscórides, su nombre deriva del de Gentio, rey de Iliria en el siglo II a. C., a quien se atribuía el descubrimiento del valor curativo de la Gentiana lutea.
crinita: epíteto latíno que significa "con largos pelos".
Sinonimia
- Anthopogon crinita (Froel.) Raf.
- Anthopogon tonsum (Lunell) Rydb.
- Anthopogon ventricosum (Griseb.) Rydb.
- Denckea crinita Raf.
- Gentiana americana MacMill.
- Gentiana crinita Froel.
- Gentiana fimbriata Andrews
- Gentiana tonsa (Lunell) Vict.
- Gentiana ventricosa Griseb.
- Gentianella crinita (Froel.) Bercht. & J.Presl[6]